# Aspitates mongolicus
Aspitates mongolicus är en fjärilsart som beskrevs av András Vojnits 1975. Aspitates mongolicus ingår i släktet Aspitates och familjen mätare. Inga underarter finns listade i Catalogue of Life.